# The Vaccines
The Vaccines is een Britse indierockband uit Londen, bestaande uit Justin Young (zang), Árni Hjörvar (basgitaar), Timothy Lanham (gitarist) en Yoann Intonti (drums). Na het vertrek van Pete Robertson (drum, zang) in 2016, werden Timothy Lanham en Yoann Intonti gepromoveerd van touring-leden tot officiële bandleden.
Het debuutalbum van The Vaccines, What did you expect from The Vaccines?, kwam op 14 maart 2011 uit. Daarna verscheen Come Of Age op 3 september 2012. Hun volgend album, English Graffiti, kwam uit op 25 mei 2015. Ondertussen ligt Combat Sports sinds 30 maart 2018 in de winkelrekken. Inmiddels verkochten ze meer dan 1 miljoen albums wereldwijd.
The Vaccines tourt veel, en was eerder al voorprogramma van Muse, The Rolling Stones, The Stone Roses, Arctic Monkeys en Red Hot Chili Peppers. 
Het debuutalbum What did you expect from The Vaccines? was het best-verkochte debuutalbum in 2011 van het Verenigd Koninkrijk. De band eindigde als derde in BBC's Sound of 2011. Met James Blake, The Naked and Famous, Anna Calvi en nog elf anderen staan ze in deze lijst.

## Discografie

### Albums
| Album met eventuele hitnotering(en) in de Nederlandse Album Top 100 | Datum van verschijnen | Datum van binnenkomst | Hoogste positie | Aantal weken | Opmerkingen |
| ------------------------------------------------------------------- | --------------------- | --------------------- | --------------- | ------------ | ----------- |
| What Did You Expect from The Vaccines?                              | 11-03-2011            | 19-03-2011            | 35              | 4            |             |
| Come of Age                                                         | 31-08-2012            | 08-09-2012            | 70              | 1            |             |
| English Graffiti                                                    | 22-05-2015            | 30-05-2015            | 82              | 1            |             |

| Album met hitnotering(en) in de Vlaamse Ultratop 200 albums | Datum van verschijnen | Datum van binnenkomst | Hoogste positie | Aantal weken | Opmerkingen |
| ----------------------------------------------------------- | --------------------- | --------------------- | --------------- | ------------ | ----------- |
| What Did You Expect from The Vaccines?                      | 11-03-2011            | 19-03-2011            | 29              | 7            |             |
| Come of Age                                                 | 31-08-2012            | 08-09-2012            | 14              | 23           |             |
| English Graffiti                                            | 22-05-2015            | 30-05-2015            | 62              | 12           |             |
| Combat Sports                                               | 30-03-2018            | 07-04-2018            | 44              | 5            |             |
| Back in Love City                                           | 2021                  | 18-09-2021            | 173             | 1            |             |

### Singles
| Single met hitnotering(en) in de Vlaamse Ultratop 50 | Datum van verschijnen | Datum van binnenkomst | Hoogste positie | Aantal weken | Opmerkingen |
| ---------------------------------------------------- | --------------------- | --------------------- | --------------- | ------------ | ----------- |
| Post Break-up Sex                                    | 10-01-2011            | 05-02-2011            | tip29           | -            |             |
| All in White                                         | 11-07-2011            | 27-08-2011            | tip40           | -            |             |
| Wetsuit                                              | 07-11-2011            | 04-02-2012            | 50              | 1            |             |
| No Hope                                              | 02-07-2012            | 14-07-2012            | tip74           | -            |             |
| Teenage Icon                                         | 13-08-2012            | 01-09-2012            | tip14           | -            |             |
| I Always Knew                                        | 22-10-2012            | 03-11-2012            | tip17           | -            |             |
| Bad Mood                                             | 18-03-2013            | 06-04-2013            | tip51           | -            |             |
| Melody Calling                                       | 08-07-2013            | 03-08-2013            | tip21           | -            |             |
| Handsome                                             | 23-01-2015            | 31-01-2015            | tip61           | -            |             |
| Dream Lover                                          | 06-04-2015            | 18-04-2015            | tip67           | -            |             |
| 20/20                                                | 2015                  | 18-07-2015            | tip45           | -            |             |
| Give Me a Sign                                       | 2015                  | 31-10-2015            | tip27           | -            |             |
| I Can't Quit                                         | 2018                  | 20-01-2018            | tip15           | -            |             |
| All My Friends Are Falling in Love                   | 2018                  | 19-01-2019            | tip24           | -            |             |
| Headphones Baby                                      | 2021                  | 22-05-2021            | tip43           | -            |             |